# McDonald & Dodds
McDonald & Dodds is een Britse televisieserie die zich afspeelt in Bath. De serie ging van start op 1 maart 2020. Het eerste seizoen telde twee afleveringen. Het tweede seizoen, van drie afleveringen, werd in 2021 uitgezonden. Het derde seizoen (2022) telt drie afleveringen. Het wordt vanaf 30 september uitgezonden op VRT1, en vanaf juni 2023 op NPO.
Het vierde seizoen van de Britse misdaadserie "McDonald & Dodds" startte op 21 juli 2024. In Nederland was het te zien op BBC First. Het vierde seizoen bestaat uit 3 afleveringen. In dit seizoen krijgen ze onder andere te maken met een moordzaak in een stadsbus met een link naar bluesmuziek.
Het vierde seizoen van McDonald & Dodds was tevens het laatste. De sterren van de serie hebben echter aangegeven dat ze open staan voor een eventuele terugkeer als de serie een nieuw thuis vindt.

## Hoofdrolspelers
| Acteur         | Karakter               | Seizoen |
| -------------- | ---------------------- | ------- |
| Tala Gouveia   | DCI Lauren McDonald    | 1-heden |
| Jason Watkins  | DS Dodds               | 1-heden |
| James Murray   | CS John Houseman       | 1-2     |
| Jack Riddiford | DC Darren Craig        | 1-2     |
| Pearl Chanda   | DC Laura Simpson       | 1       |
| Lily Sacofsky  | DC Milena Paciorkowski | 2-heden |
| Charlie Jones  | DC Samuel Goldie       | 3-heden |
| Danyal Ismail  | DC Martin Malik        | 3-heden |
| Claire Skinner | CS Mary Ormond         | 3-heden |